# Nomascus leucogenys
Il gibbone dalle guance bianche settentrionale (Nomascus leucogenys (Ogilby, 1840)) è un primate della famiglia Hylobatidae, originario del sud-est asiatico. È strettamente imparentato con il gibbone dalle guance bianche meridionale (Nomascus siki), con il quale era precedentemente considerato conspecifico. Le femmine delle due specie sono praticamente indistinguibili nell'aspetto.
Il genoma di N. leucogenys è stato sequenziato e pubblicato nel 2011.

## Descrizione

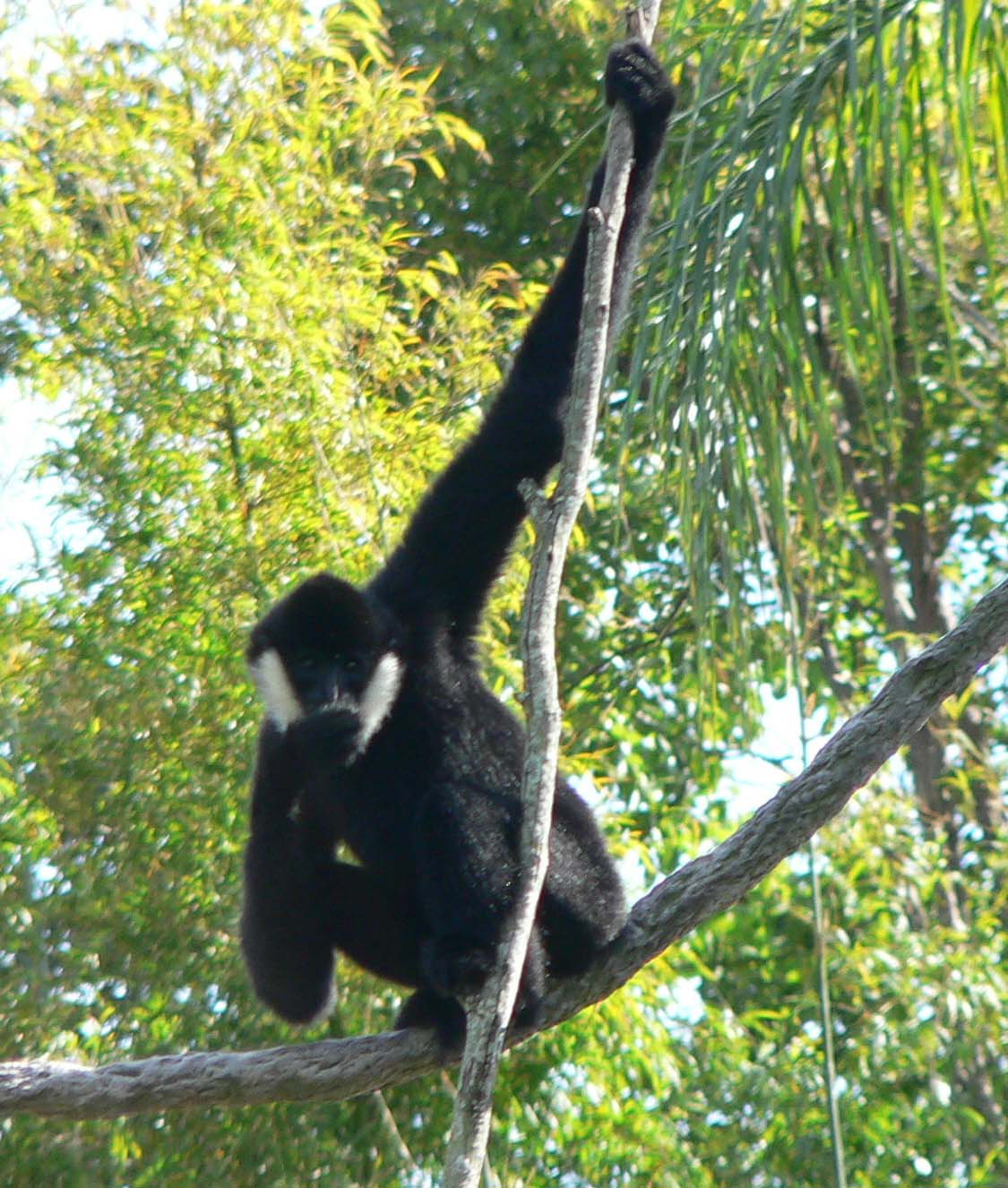
Un maschio, al Disney's Animal Kingdom

Come tutti i gibboni del genere Nomascus il gibbone dalle guance bianche mostra un chiaro dimorfismo sessuale nella colorazione, nonché nelle dimensioni. I maschi sono quasi completamente neri, ad eccezione delle distintive macchie bianche sulle guance, che si estendono fino alle orecchie e possono congiungersi sotto il mento, inoltre presentano un prominente ciuffo sulla sommità della testa ed una sacca golare. Le femmine, invece, sono di colore tra il giallo ed il beige, non presentano le distintive macchie bianche sulle guance ma possiedono una macchia nera alla sommità della testa. Nere sono anche le estremità delle dita e la regione genitale. Si dice che il peso medio di questi animali sia di 7,5 kg (17 libbre), sebbene questi dati si basino solo su un ristretto numero di individui selvatici, mentre gli esemplari in cattività sembrano essere più grandi. La lunghezza di questi animali può raggiungere i 60 centimetri d'altezza, per un peso tra i 7 e gli 8 kg. Le femmine sono leggermente più grandi dei maschi.
Come gli altri membri del loro genere, sia i maschi che le femmine hanno braccia insolitamente lunghe, la cui lunghezza può anche arrivare a 1,2 o 1,4 volte quella delle gambe. Questi animali tendono anche ad essere più muscolosi degli altri gibboni, con cosce e spalle più pesanti, il che suggerisce una maggiore forza corporea.È stato dimostrato che gli adulti dimostrano una preferenza per la mano con cui si dondolare tra gli alberi, con individui che hanno la stessa probabilità di essere destrorsi o mancini.
La specie ricorda da vicino il gibbone dalle guance bianche meridionale, ma ha peli del corpo leggermente più lunghi e vocalizzazioni leggermente diverse. I maschi si distinguono anche per la forma delle macchie bianche sulle loro guance; nelle specie settentrionali queste raggiungono i margini superiori delle orecchie, e non toccano gli angoli della bocca, mentre nelle specie meridionali arrivano solo a metà delle orecchie e circondano interamente le labbra.
È stato notato che sia i maschi che le femmine producono secrezioni bruno-rossastre dalle ghiandole intorno alla parte superiore del torace, ai fianchi e alle caviglie. Tuttavia, i campioni di sudore prelevati dalle ascelle e dal torace possiedono livelli inferiori di steroidi nei gibboni dalle guance bianche rispetto a molte altre specie di scimmie, suggerendo che i segnali olfattivi siano meno importanti nella comunicazione per questa specie rispetto ai loro parenti.

## Biologia

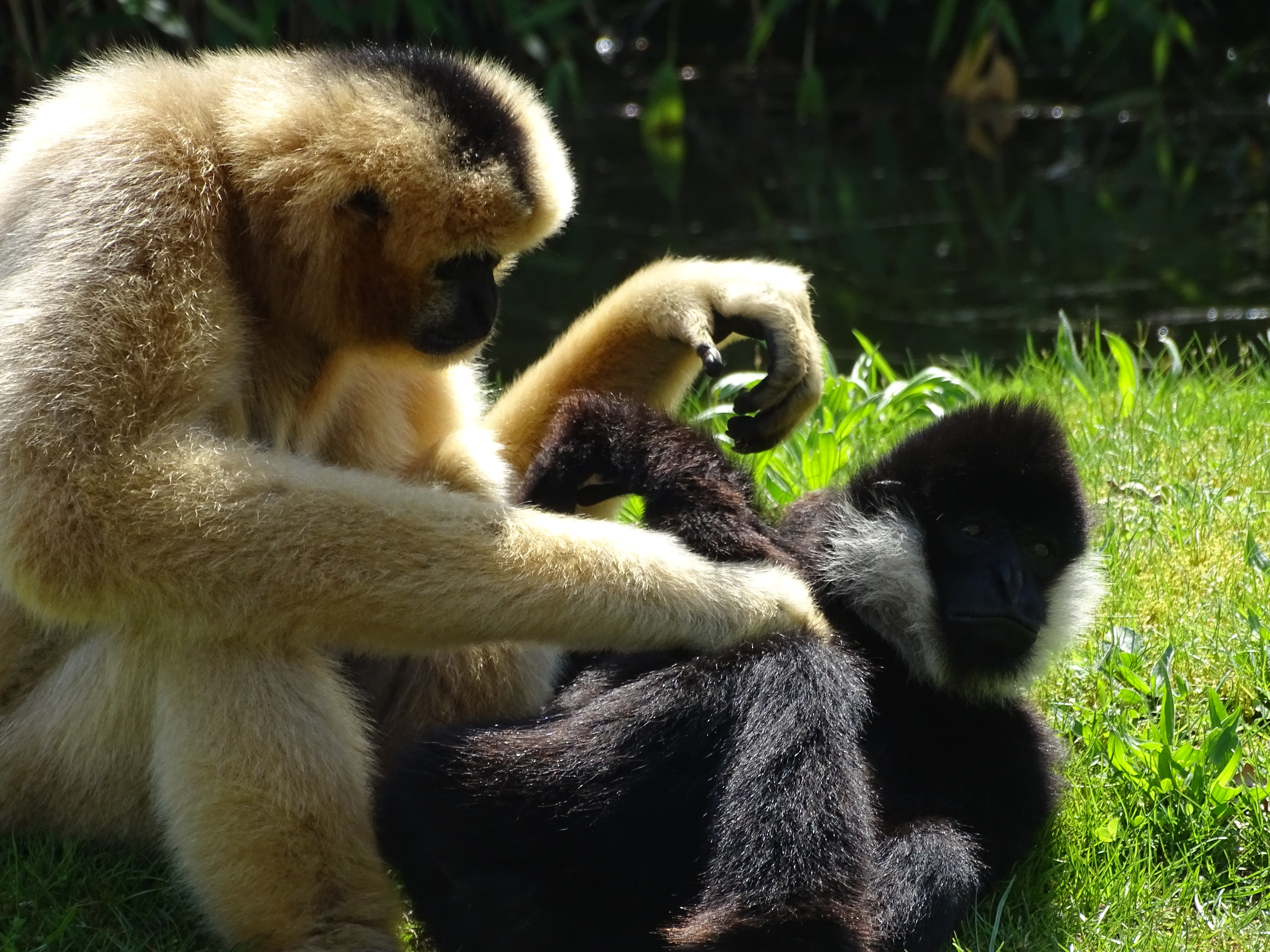
Maschio (destra) e femmina (sinistra), al Planckendael Zoo, Belgio

I gibboni dalle guance bianche settentrionali sono generalmente socievoli e vivono in gruppi di massimo sei individui. I singoli gruppi non si muovano molto e si ritiene che siano territoriali. Sono perlopiù diurni e passano la notte dormendo sui rami più alti, spesso abbracciati gli uni agli altri. Studi comportamentali su questi animali hanno dimostrato che sono capaci di auto-riconoscimento, riconoscendo la propria immagine riflessa negli specchi.
I richiami dei gibboni dalle guance bianche settentrionali sono tra i più complessi tra quelli prodotti dai gibboni e sono significativamente diversi tra maschi e femmine. I richiami più distintive sono quelli effettuati dai duetti maschio-femmina. Questi richiami iniziano con la femmina che esegue una serie di 15-30 note con un tono crescente, seguita dal richiamo più complesso del maschio con rapidi cambiamenti della modulazione di frequenza. Il ciclo, che dura meno di 20 secondi, si ripete poi con intensità crescente per 5-17 minuti. Nelle specie meridionali strettamente imparentate, tali duetti sono più comuni all'alba e apparentemente vengono effettuati solo nei giorni di sole. Secondo degli studi condotti su animali in cattività, la coppia che canta insieme più frequentemente è più propensa ad accoppiarsi, indicando che questo rituale di richiami corrisposti può svolgere un ruolo chiave nel legame di coppia.
Richiami simili a volte vengono eseguiti da esemplari singoli di entrambi i sessi, e talvolta i giovani si uniscono per creare un "coro" completo. Oltre ai grandi richiami del duetto e dell'assolo, i maschi possono anche emettere suoni rimbombanti con le loro sacche golari e brevi note singole.

### Dieta
Il gibbone dalle guance bianche settentrionale ha abitudini arboricole ed è principalmente erbivoro, nutrendosi principalmente di frutti, includendo nella sua dieta anche foglie, boccioli e fiori. Fino al 10% della loro dieta può essere composta da insetti e altri piccoli animali.

### Riproduzione

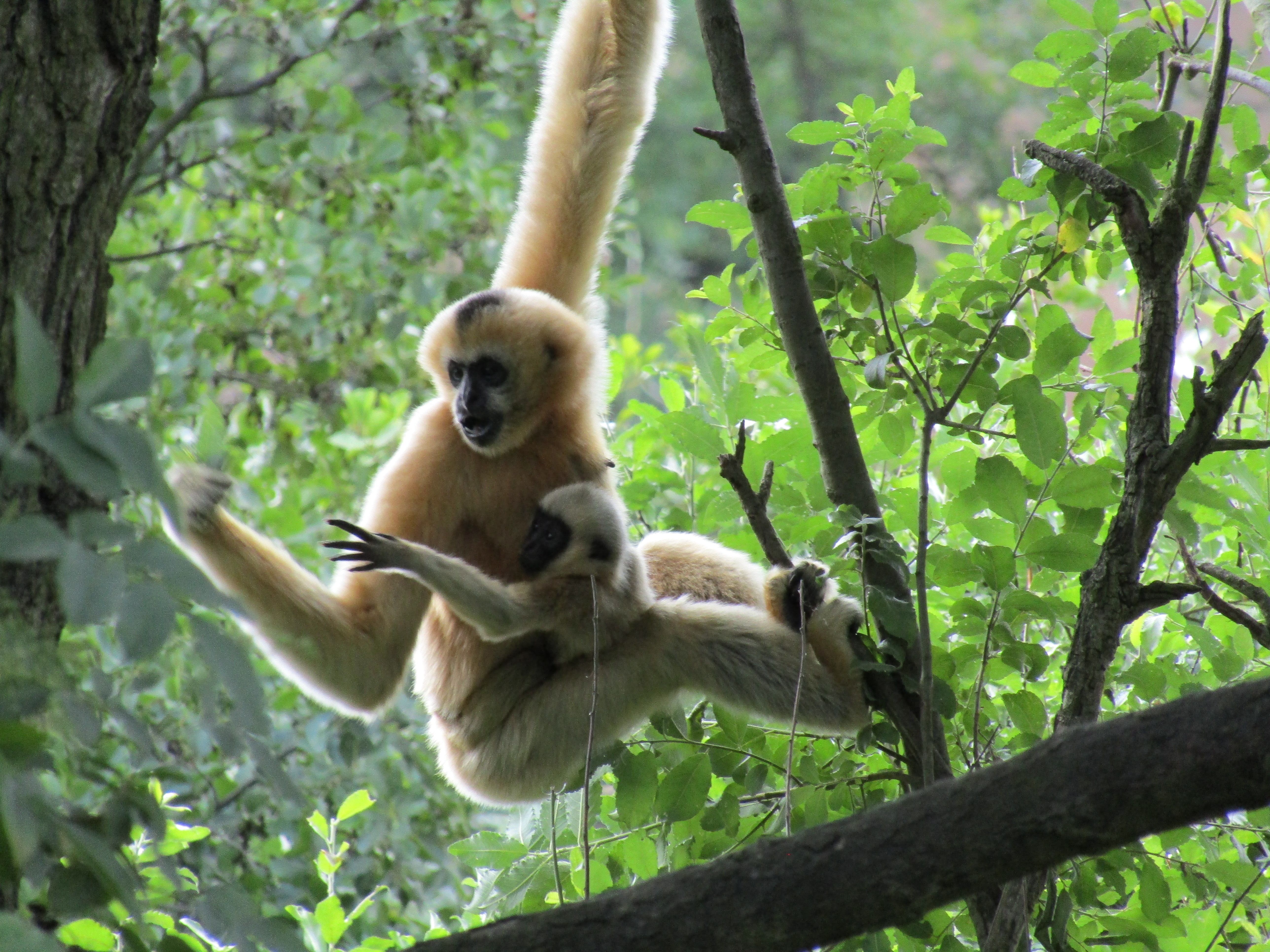
Femmina con cucciolo, Plzeň Zoo

I gibboni dalle guance bianche settentrionali sono monogami, con legami di coppia di lunga durata. È stato riportato che il ciclo ovarico dura in media 22 giorni e la gestazione dura dai 200 ai 212 giorni.
Alla nascita, entrambi i sessi sono ricoperti da una soffice pelliccia giallo-beige e pesano in media 480 grammi (17 once). Intorno all'anno di età, la pelliccia in entrambi i sessi diventa di colore nero, con chiazze chiare sulle guance, mentre la colorazione sessualmente dimorfica degli adulti spunterà solo intorno ai 4-5 anni d'età. Durante questo periodo, i giovani cantano la forma femminile dei richiami di gruppo e si impegnano regolarmente in comportamenti di gioco e socializzazione.
I gibboni dalle guance bianche settentrionali raggiungono la maturità sessuale a 7-8 anni di vita, e la loro durata vitale è di almeno 28 anni in natura.

## Distribuzione e habitat
Oggi, il gibbone dalle guance bianche settentrionale si trova solo nel Vietnam settentrionale e nel Laos settentrionale. Originariamente, il suo areale comprendeva anche parti della Cina meridionale, nella provincia dello Yunnan, dove si diceva che la specie fosse sull'orlo dell'estirpazione, nel 2008. Nessuna sottospecie è attualmente riconosciuta, sebbene il gibbone dalle guance bianche meridionale fosse precedentemente considerato una sottospecie di N. leucogenys. Il gibbone abita le foreste subtropicali sempreverdi primarie, tra i 200 e i 1.650 metri (660 e 5.410 piedi) di latitudine.

## Conservazione
A causa della distruzione del loro habitat, costituito, come per tutti i gibboni, dalle foreste pluviali tropicali, la specie è stata posta dall'IUCN nella categoria in pericolo critico (Critically Endangered).
Una popolazione "consistente" di 455 gibboni dalle guance bianche settentrionali, in grave pericolo di estinzione, è stata recentemente trovata nel Parco Nazionale di Pù Mat, nella Provincia di Nghệ An, nel Vietnam settentrionale, vicino al confine con il Laos. Conservation International riferisce che questa popolazione vive ad altitudini elevate lontano dagli insediamenti umani. Questa popolazione, che rappresenta i due terzi del totale conosciuto in Vietnam, è, a quanto pare, "l'unica popolazione vitale confermata" di questa varietà al mondo.